# Milliárdos fiúk klubja
A Milliárdos fiúk klubja (eredeti cím: Billionaire Boys Club) 2018-ban bemutatott amerikai életrajzi-krimi, melyet James Cox rendezett, valamint Cox és Captain Mauzner írt. A főszerepet Ansel Elgort, Taron Egerton, Kevin Spacey, Emma Roberts, Jeremy Irvine, Thomas Cocquerel, Rosanna Arquette, Cary Elwes és Judd Nelson alakítja.
Az Amerikai Egyesült Államokban 2018. augusztus 17-én mutatták be, míg Magyarországon négy hónappal később szinkronizálva, december 13-án jelent meg az ADS Service forgalmazásában. A film általánosságban negatív értékeléseket kapott a kritikusoktól, viszont Spacey alakítása dicséretet kapott.

## Cselekmény
Az 1980-as években, Los Angelesben egy gazdag fiatal fiúk csoportja, Joe Hunt vezetésével a Ponzi-rendszerrel megtervezik a gyors meggazdagodást. A terv minden érintett számára rosszul végződik, amikor Hunt és barátja, Jim Pittman végül meggyilkolja a befektető és a csaló Ron Levint.

## Szereplők
| Szerep | Színész          | Magyar hang        |
| --- | ---------------- | ------------------ |
| Joe Hunt, csoport vezető és pénzügyi szakértő.                                                                                      | Ansel Elgort     | Baráth István      |
| Dean Karny, profi teniszező. | Taron Egerton    | Nagy Dániel Viktor |
| Sydney Evans, Hunt szerelme. | Emma Roberts     | Czető Zsanett      |
| Ron Levin, Beverly Hills milliomos.                                                                                                 | Kevin Spacey     | Epres Attila       |
| Scott Biltmore, Kyle bátyja és a Maybelline tulajdonosa által elfogadott két jóképű iker egyike, aki először fektetett be a klubba. | Ryan Rottman     | Renácz Zoltán      |
| Kyle Biltmore, Scott bátyja és a Milliárdos fiúk klubjának egyik tagja.                                                             | Jeremy Irvine    | Moser Károly       |
| Charlie Bottoms | Thomas Cocquerel | Posta Victor       |
| Jim Pittman, a klub kidobója, aki csatlakozik a tevékenységekhez.                                                                   | Bokeem Woodbine  | Varga Rókus        |
| Izzy – Reza Eslaminia, a perzsa fia és a klub tagja.                                                                                | Barney Harris    |                    |
| A perzsa, Hedayat Eslaminia és Izzy apja.                                                                                           | Waleed Zuaiter   |                    |
| Quintana 'Q' Bisset, Karny szerelme.                                                                                                | Suki Waterhouse  |                    |
| Rosanna Ricci, Biltmore szerelme.                                                                                                   | Billie Lourd     |                    |
| Ryan Hunt, Joe apja. | Judd Nelson      | Bartók László      |
| Nyomozó | Maurice Johnson  |                    |
| Hitel tisztviselő | Billy Slaughter  |                    |
| Debbie Evans, Sydney anyja. | Rosanna Arquette |                    |
| Andy Warhol | Cary Elwes       |                    |
| Carter | Justin Arnold    |                    |
| Dr. Marc Mani Jr. | Marc Mani        |                    |
| A perzsa felesége | Carmen Illán     |                    |

## Díjak és jelölések
| Év   | Díj             | Kategória               | Jelölt                 | Eredmény | Hivatkozás |
| ---- | --------------- | ----------------------- | ---------------------- | -------- | ---------- |
| 2019 | Arany Málna díj | Barry L. Bumstead Award | Milliárdos fiúk klubja | Elnyerte | [ 7 ]      |